# جون سي. لينكولن
جون سي. لينكولن هو مخترع وسياسي أمريكي، ولد في 17 يوليو 1866 في باينسفيل في الولايات المتحدة، وتوفي في 24 مايو 1959 في فينيكس في الولايات المتحدة. نشط حزبياً في Commonwealth Land Party ‏.